# Dashboard
Dashboard（ダッシュボード）は、AppleのMac OS X v10.4 Tiger以降に付属している、ウィジェット (Widgets) と呼ばれる小さなアプリケーションを表示するための環境である。作業中に任意の操作を行う（デフォルトではF12キーおよびマウスの第3ボタンに割り当てられている）ことによって、画面がDashboardと呼ばれる半透明のレイヤーに覆われ、ウィジェットが表示される。ウィジェットはこまごまとした作業を素早くできるような単機能のソフトウェアである。
OS X Yosemiteでデフォルトで起動する環境から外され、macOS Catalinaで廃止されウィジェットは「通知センター」に表示される仕組みに置き換えられた。

## ウィジェット
デフォルトで添付されている、アドレスブック、カレンダー、計算機、iTunesコントローラなどのウィジェットに加え、さまざまなウィジェットを簡単に追加することができる。追加方法はDashboardの画面もしくはウィジェットをダブルクリックすることでも可能である。
ウィジェットの開発には、HTML、CSS、JavaScriptを用いる。開発が容易なため、多数のウィジェットが配布されている。Appleは、サードパーティーが開発したソフトウェアの登録を受付け、自身のウェブサイトで配布している。

## あらかじめ導入されているウィジェット
- Business
- ESPN
- Flight tracker
- Google
- iCal
- iTunes
- Movies
- People
- Stocks
- Weather
- Web クリップ
- アドレスブック
- スティッキーズ
- タイルゲーム
- 計算機
- 辞書
- 世界時計
- 単位換算
- 翻訳

## Konfabulator
Dashboardが発表される以前、macOSでは、Konfabulatorというシェアウェアのウィジェットエンジンが配布されていた。Konfabulator は、XML、CSS、JavaScriptといった技術を用いたウィジェットエンジンで、作業中のデスクトップにウィジェットを配置して使用するものだった。Dashboardそのものは、 Mac OS X v10.3から搭載されたウィンドウ一覧表示機能Exposéの拡張であり、ウィジェットは普段は隠れている点がKonfabulatorと異なる。またJavaScript制御のパッケージはSherlock 3の後続技術である。Konfabulatorの開発者はその類似性に抗議し、Appleはオリジナルであることを主張した。後にKonfabulatorは 米ヤフーに買収され、Yahoo! Widgetsとして配布されている。

## 関連書籍
- 『Programming dashboard Happy Macintosh developing time～始めてみようウィジェットプログラミング』
木下誠/著（ビー・エヌ・エヌ新社、2005年）